# Alfred Hoepffner
Alfred Hoepffner (* 11. September 1880 in Ingolstadt; † 11. Januar 1970 in München) war ein deutscher Förster und Ministerialbeamter.

## Werdegang
Hoepffner wurde während seines Studiums 1899 Mitglied des Corps Hubertia München. Er trat 1907 in den Dienst der Bayerischen Staatsforstverwaltung. 1945 wurde er zum kommissarischen Leiter der Forstabteilung im Bayerischen Staatsministerium für Ernährung, Landwirtschaft und Forsten ernannt. Er trug wesentlich dazu bei, die Kriegs- und Nachkriegsschäden in den bayerischen Staatswäldern zu überwinden und gleichzeitig die Bevölkerung und die Besatzungsmacht mit Brennholz und anderen Walderzeugnissen ausreichend zu versorgen. Mit Erreichen der Altersgrenze trat er 1948 in den Ruhestand.

## Ehrungen
- 26. September 1955: Verdienstkreuz 1. Klasse des Verdienstordens der Bundesrepublik Deutschland